# Verena Doelker
Verena Doelker-Tobler (* 26. Juni 1932 in Bischofszell; † 6. Juni 2018 in Zürich) war ab 1980 als erste Frau Abteilungsleiterin beim Schweizer Fernsehen. Als Abteilungsleiterin «Familie und Bildung» beim Fernsehen DRS war sie verantwortlich für die Kinder-, Jugend- und Schulfernsehprogramme sowie für die Programme im Bereich der Erwachsenenbildung.

## Werdegang und Ausbildung
Verena Doelker-Tobler besuchte von 1938 bis 1947 die Primar- und Sekundarschule in Bischofszell und liess sich dann am Lehrerseminar des Kantons Thurgau zur Primarlehrerin ausbilden. Nach dem Studium der Heilpädagogik (1954–1960), war sie Lehrerin an der Gehörlosenschule Zürich. Parallel dazu bildete sie sich autodidaktisch zur Kamerafrau aus und realisierte als solche 1961 einen 35mm-Experimental-Spielfilm in München und Zürich: «Die Zukunft ist fällig» (Regie Günter Gräwert, Regieassistent Rolf Lyssy).

## Tätigkeiten beim Schweizer Fernsehen
1961 trat sie ins Fernsehen DRS ein, wo sie als Redaktorin, später als Ressortleiterin, die Kinder- und Jugendprogramme sowie die Vorschulprogramme entwickelte. Dabei förderte sie die Koproduktionen mit der BBC, dem SWF, dem BR und dem WDR sowie dem ZDF und dem ORF. Als Koproduktionen entstanden so Sendungen wie «Pan Tau», «Luzie, der Schrecken der Strasse» oder «Der kleine Maulwurf».
Von 1968 bis 1980 produzierte sie die ersten Vorschulprogramme im deutschsprachigen Raum, in Koproduktion mit der BBC, z. B. «Das Spielhaus» mit Jugendbuchautor Max Bolliger. 1980 folgte die Trickfilmserie «Pingu», die internationale Anerkennung fand.
Von 1972 bis 1992 schuf sie Aktivierungs- und Partizipationsprogramme für Kinder, zusammen mit Schweizer Künstlern: Mit Franz Hohler die Reihe «Franz und René», mit Emil Steinberger die Reihen «Emil spielt mit Kindern Theater» und «Wetteifern mit Emil»; mit dem Karikaturisten Ted Scapa «Zeichnen mit Scapa» sowie die «Kindergartenkonzerte».
Von 1972 bis 1984 produzierte sie Jugenddokumentationen wie z. B. Mario Cortesi «Yesterday, when I was young» oder «Der Duft der grossen weiten Welt» sowie medienkundliche und medienkritische Sendungen für Kinder und Familien.
Ab 1975 startete sie die grossen Studiospiele für Kinder, wie «1, 2 oder 3», ein Spiel, das bis in die 90er Jahre ausgestrahlt wurde. 1980 wurde sie als erste Frau Abteilungsleiterin des Bereichs «Familie und Bildung».

## Auszeichnungen
- 1964: «Der kleine Vogel und die Wolke»,[6] «Prix Jeunesse»
- 1974: «Claudia - oder wo ist Timbuktu»,[7] «Prix Jeunesse», Videos: Teil 1 Teil 2
- 1976: «Yesterday when I was young», «Prix Jeunesse»
- 1977: «Wie andere auch: Remo, zehnjährig», Anerkennungspreis des Zürcher Radio- und Fernsehpreises[8]
- 1981: «Duft der grossen weiten Welt», «Prix Danube»
- 1984: «Kindergartenkonzert», «Prix Jeunesse»
- 1985: Nationale Jugenddebatte, Berner Radio- und Fernsehpreis[9]
- 1991: «PINGU hat Geburtstag», «Prix Jeunesse»[10]
- 1991: «PINGU Streit und Versöhnung», «Maeda Preis des Prix Japon»
- 1991: «Scheidungskinder: Getrennte Eltern bleiben Eltern», «Prix de Bale (EBU)»
- 1991: «Porträt einer gehörlosen Dichterin», «Prix de la ville de Bale»[11]
- 1992: «Schlips» Teenager-Magazin DRS, Silbermedaille auf dem «Internationalen Film- und Fernsehfestival», New York[12]
- 1992: «Ella Maillard: Ein Leben als lange Reise», «Prix de Bale (EBU)»

## Mitgliedschaften
- Mitglied der «EBU-Childrens Working Party»: Realisierung internationaler Austauschserien und Gründung des EBU-Austausches von Vorschulbausteinen.
- Vereinbarung eines Statuts zwischen Institutionen der Erwachsenenbildung und dem Fernsehen DRS, das die Zusammenarbeit regelte. Aus dieser Zusammenarbeit entwickelte sich die «Schweizerische Stiftung für audiovisuelle Bildungsangebote»,[13] die, mit einer Trägerschaft von 50 Bildungsinstitutionen, audiovisuelle Bildungsangebote fördert. Verena Doelker war Geschäftsführende Vizepräsidentin.
- Vizepräsidentin der «EBU-Education Experts Group». Aus dieser Gruppe ging die «Educational Programm Unit» hervor, und der «Rotterdam Market» für Bildungsprogramme wurde institutionalisiert.
- Mitglied der Nationalen Schweizerischen Unesco-Kommission[14] zur Förderung der neuen Technologien im Bildungsbereich.
- Mitglied der Gesellschaft zu Fraumünster

## Publikationen
Verena Doelker war Autorin zahlreicher Artikel zum Kinder- und Jugendfernsehen, zur Erwachsenenbildung im Medienverbund und zu neuen Informationstechnologien in Bildung und Weiterbildung.
- Zeichentrickfilm und Comics aus medienpädagogischer Sicht.[15]
- Ansicht einer Überzeugungstäterin. In der Personalzeitung des SF

### Referate
Stationen und Qualitäten der Entwicklung des Trickfilms im Kinderfernsehen.